# Dobrovolný svazek obcí NIVA
Dobrovolný svazek obcí NIVA je svazek obcí v okresu Znojmo, jeho sídlem jsou Božice a jeho cílem je regionální rozvoj obecně. Sdružuje celkem 7 obcí a byl založen v roce 1997.

## Obce sdružené v mikroregionu
- Borotice
- Božice
- Břežany
- Čejkovice
- Mackovice
- Pravice
- Velký Karlov